# Black Reel Awards 2013
14. ročník předávání cen Black Reel Awards se konal dne 7. února 2013 ve Washingtonu D.C. Nejvíce nominací získal film Uprostřed nicoty, celkem 9. Nejvíce cen si domů odnesl snímek 12 let v řetězech, celkem 8.

## Vítězové a nominace
| Nejlepší film | Nejlepší režie (film) |
| --- | --- |
| Divoká stvoření jižních krajin - Nespoutaný Django - Let - Nedotknutelní - Uprostřed nicoty | Ava DuVernay – Uprostřed nicoty - Salim Akil – Záblesk slávy - Spike Lee – Red Hook Summer - Peter Ramsey – Legendární parta - Tim Story – Mysli jako on |
| Nejlepší mužský herecký výkon v hlavní roli | Nejlepší ženský herecký výkon v hlavní roli |
| Denzel Washington – Let - Jamie Foxx – Nespoutaný Django - Nate Parker – Stíhači Red Tails - Chris Rock – 2 dny v New Yorku - Omar Sy – Nedotknutelní | Quvenzhané Wallis – Divoká stvoření jižních krajin - Halle Berryová – Atlas mraků - Emayatzy Corinealdi – Uprostřed nicoty - Viola Davis – Na dno nás nedostanete - Rashida Jones – Celeste a Jesse navždy |
| Nejlepší mužský herecký výkon ve vedlejší roli | Nejlepší ženský herecký výkon ve vedlejší roli |
| Samuel L. Jackson – Nespoutaný Django - Mike Epps – Záblesk slávy - Dwight Henry – Divoká stvoření jižních krajin - David Oyelowo – Uprostřed nicoty - Nate Parker – Smrtelné lži | Naomie Harris – Skyfall - Octavia Spencer – Na mol - Tamara Tunie – Let - Lorraine Toussaint – Uprostřed nicoty - Kerry Washington – Nespoutaný Django |
| Objev roku | Nejlepší castingový režisér |
| Quvenzhané Wallis – Divoká stvoření jižních krajin - Emayatzy Corinealdi – Uprostřed nicoty - Dwight Henry – Divoká stvoření jižních krajin - Amandla Stenberg – Hunger Games - Omar Sy – Nedotknutelní                                                                                           | Victoria Thomas – Nespoutaný Django - Victoria Burrows – Let - Tracy Byrd – Záblesk slávy - Aisha Coley – Uprostřed nicoty - Kimberly Hardin – Mysli jako on |
| Nejlepší scénář | Nejlepší píseň |
| Ava DuVernay – Uprostřed nicoty - Mara Brock Akil – Záblesk slávy - Rashida Jones a Will McCormack – Celeste a Jesse navždy - Spike Lee a James McBride – Red Hook Summer - Aaron McGruder a John Ridley – Stíhači Red Tails                                                                      | „Who Did That to You?“ – Nespoutaný Django – John Legend - „Carry It“ – Pěsti ze železa – Travis Barker, RZA, Tom Morello a Raekwon - „Celebrate“ – Záblesk slávy – Jordin Sparks a Whitney Houston - „No Church in the Wild“ – Nepřítel pod ochranou – Jay Z, Kanye West a Frank Ocean - „Tonight (Best You Ever Had)“ – Mysli jako on – John Legend a Ludacris |
| Nejlepší hudba | Nejlepší hlas (dabing) |
| Dan Romer a Benh Zeitlin – Divoká stvoření jižních krajin - Terence Blanchard – Stíhači Red Tails - Kathryn Bostic – Uprostřed nicoty - Bruce Hornsby – Red Hook Summer - Salaam Remi – Záblesk slávy                                                                                             | Dennis Haysbert – Raubíř Ralf - Tempestt Bledsoe – Norman a duchové - Queen Latifah – Doba ledová 4: Země v pohybu - Wanda Sykesová – Doba ledová 4: Země v pohybu - Chris Rock – Madagaskar 3 |
| Nejlepší nezávislý film | Nejlepší nezávislý dokument |
| LUV – Sheldon Candis - Elza – Mariette Monpierre - Four – Joshua Sanchez - The Last Fall – Matthew A. Cherry - Yelling to the Sky – Victoria Mahoney | Soul Food Junkies – Byron Hurt - BMF: The Rise and Fall of Hip-Hop Drug Empire – Dan Sikorski - Contradictions of Fair Hope – S. Epatha Merkerson a Rockell Metcalf - From Fatherless to Fatherhood – Kobie Brown - Spravedlnost na prodej – Femeke a Isla van Velzen                                                                                            |
| Nejlepší nezávislý krátkometrážní film | Nejlepší cizojazyčný film |
| The Bluest Note – Maruqes Green - Crossover – Tina Mabry - Last/First Kiss – Andrea Ashton - Record/Play – Jesse Atlas - White Space – Maya Washington | Nedoknutelní (Francie) – Olivier Nakache a Éric Toledano - Elza (Francie) – Mariette Monpierre - Ties That Bind (Ghana) – Leila Djansi - Toussaint Louverture (Francie) – Philippe Niang - Bouřlivé výšiny (Spojené království) – Andrea Arnold |
| Nejlepší dokument | Nejlepší TV dokument nebo speciál |
| The Central Park Five – Ken Burns, Sarah Burns a David McMahon - Bad 25 – Spike Lee - Brooklyn Castle – Katie Dallamaggiore - Marley – Kevin MacDonald - Pátrání po Sugar Manovi – Malik Bendjelloul                                                                                              | Nelson George a Diane Paragas – Brooklyn Boheme (Showtime) - Mark Ford – Uprising: Hip-Hop and the LA Riots (VH1) - Nelson George – The Announcement (ESPN) - Deobrah Morales – On the Shoulders of Giants (Showtime) - Samuel D. Pollard – Slavery by Another Name (PBS)                                                                                        |
| Nejlepší TV film nebo minisérie | Nejlepší režie (TV film/minisérie) |
| A Beautiful Soul (TV One) – Holly Carter and Dominique Telson - Vnitřní zář (Disney Channel) – Amy Gibbons and Paul Hoen - Raising Izzie (UP) – Angelique Bones - Somebody's Child (UP) – David Eubanks, Keith Neal and Eric Tomosunas - Ocelové magnólie (Lifetime) – Neil Meron and Craig Zadan | Vondie Curtis-Hall – Abducted: The Carlina White Story (Lifetime) - Roger M. Bobb – Raising Izzie (UP) - Kenny Leon – Ocelové magnólie (Lifetime) - Darnell Martin – Firelight (ABC) - Bille Woodruff – Rags (Nickelodeon) |
| Nejlepší mužský herecký výkon v hlavní roli (TV film/minisérie) | Nejlepší ženský herecký výkon v hlavní roli (TV film/minisérie) |
| Sean Patrick Thomas – Murder on the 13th Floor (Lifetime) - Rockmond Dunbar – Raising Izzie (UP) - Cuba Gooding Jr. – Firelight (ABC) - Trevor Jackson – Vnitřní zář (Disney Channel) - Michael Jai White – Somebody's Child (UP)                                                                 | Aunjanue Ellis – Abducted: The Carlina White Story (Lifetime) - Queen Latifah – Ocelové magnólie (Lifetime) - Keke Palmer – Abducted: The Carlina White Story (Lifetime) - Lynn Whitfield – Somebody's Child (UP) - Vanessa A. Williams – Raising Izzie (UP) |
| Nejlepší mužský herecký výkon ve vedlejší roli (TV film/minisérie) | Nejlepší ženský herecký výkon ve vedlejší roli (TV film/minisérie) |
| Courtney B. Vance – Vnitřní zář (Disney Channel) - Danny Glover – Hanin zákon (Hallmark) - Louis Gossett Jr. – Smitty – nejlepší přítel (UP) - Boris Kodjoe – A Killer Amongst Us (Lifetime) - Harry Lennix – A Beautiful Soul (TV One)                                                           | Alfre Woodard – Ocelové magnólie (Lifetime) - Adepero Oduye – Ocelové magnólie (Lifetime) - Phylicia Rashad – Ocelové magnólie(Lifetime) - Jill Scott – Ocelové magnólie (Lifetime) - Gloria Reuben – Jesse Stone: Bludiště pochybností (CBS) |
| Nejlepší scénář (TV film/minisérie) | |
| Elizabeth Hunter – Abducted: The Carlina White Story (Lifetime) - Eric Daniel – Vnitřní zář (Disney Channel) - David Martyn Conley – Raising Izzie (UP) - Siddeeqah Powell – Somebody's Child (UP) - Cas Sigers – A Cross to Bear (UP)                                                            | |